# CTOL

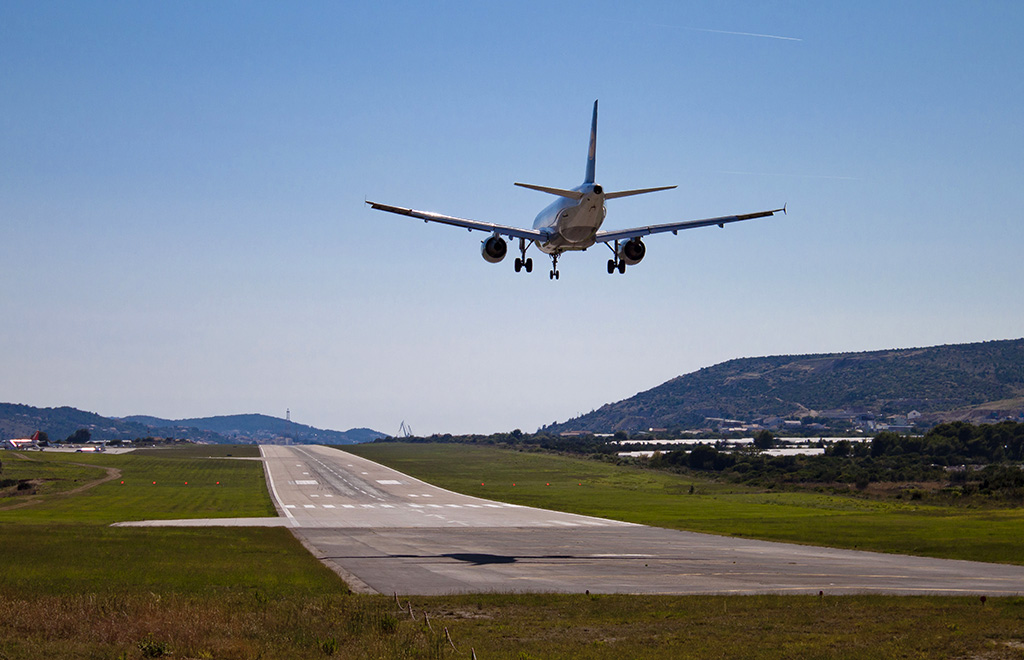
Avião pousando em uma pista de aterrisagem.

CTOL, um acrónimo para o inglês  Conventional Take-off and Landing  (decolagem e aterragem convencional), caracteriza o processo tradicional de decolagem de aviões, taxiando sobre uma pista (ou água ou gelo) para ganhar velocidade.